# Valverde del Camino
Valverde del Camino es un municipio y localidad española de la provincia de Huelva, en la comunidad autónoma de Andalucía. Con una población de 12 611 habitantes (INE 2024), se encuentra situado entre los valles de los ríos Tinto y Odiel, en la comarca del Andévalo.

## Geografía
Integrado en la comarca de El Andévalo, de la que ejerce de capital, se sitúa a 42 kilómetros de Huelva. El término municipal está atravesado por la carretera nacional N-435 (Badajoz-Huelva), por las carreteras autonómicas A-493 (Valverde del Camino-La Palma del Condado) y A-496 (Valverde del Camino-Cabezas Rubias) y por otra carretera local que se dirige hacia Niebla. 
El relieve del municipio está definido por los valles de los ríos Tinto y Odiel, por donde discurren arroyos tributarios de ambos ríos. La altitud oscila entre los 385 metros (Las Cabezuelas) al norte y los 50 metros a orillas del río Odiel. El pueblo se alza a 273 metros sobre el nivel del mar. 
| Noroeste: Calañas | Norte: Zalamea la Real      | Nordeste: Zalamea la Real |
| Oeste: Calañas    |                             | Este: Paterna del Campo   |
| Suroeste: Beas    | Sur: Beas y Niebla (Huelva) | Sureste: Niebla (Huelva)  |

## Historia
Valverde del Camino se encuentra en una encrucijada de caminos. Su situación en las faldas de las sierras de Rite y León, fue paso obligado para los viajeros. Los orígenes del lugar se remontan al momento, aún no fechado, de construcción de una alquería o de una venta de paso que sirviera de mesón y alojamiento de mercaderes y correos. Esta venta o mesón se llamaba Facanías, nombre al parecer de origen hebreo o árabe. En 1369, en el acta fundacional del condado de Niebla, aparece el lugar de Facanías. A finales del siglo XV Facanías se transforma en Valverde del Camino, haciendo referencia seguramente al Camino Romano que pasaba al pie de la población.
En las postrimerías del siglo XV, y como consecuencia de la concesión de tierras (ampliación de la Dehesa Boyal), la población se va afianzando llegando a alcanzar 100 vecinos o familias en 1503 (se computaba únicamente al cabeza de familia, por lo que la cifra equivale actualmente a unos 3'5 habitantes por vecino, esto es, unos 350 habitantes). En 1591 existían ya 291 vecinos (unos 1000 habitantes). El crecimiento de la población da origen a las primeras calles, de trazado irregular y de gran pendiente, amoldándose al relieve de las lomas que protegían la venta: Martín Sánchez, Gabatón del Orín (hoy Las Cruces), Luis Fernández (hoy Barrio Viejo) y Santa Ana.
A comienzos del siglo XVIII, la aldea de Valverde del Camino seguía dependiendo de la villa de Niebla, tanto en lo político como en lo jurídico y económico. En 1732 la aldea se independiza de Niebla y consigue el título de villa de manos del rey Felipe V, con el beneplácito de Niebla y del dueño y señor del Condado, el duque de Medina Sidonia.

### Edad Contemporánea
Durante la segunda mitad del siglo XIX el ferrocarril llegó al municipio tras la inauguración, en 1870,  del llamado ferrocarril de Buitrón. Esta línea de carácter minero se extendía desde San Juan del Puerto hasta Zalamea la Real, disponiendo en ambos municipios enlaces con la línea Sevilla-Huelva o el ferrocarril de Riotinto. En Valverde del Camino se levantó un importante complejo ferroviario que incluía una estación de viajeros, las oficinas centrales de la compañía operadora, cocheras de locomotoras y los talleres generales. Los servicios ferroviarios se mantuvieron hasta la clausura de la línea en 1969.
Como resultado de las actividades mineras por parte de compañías británicas llegó a instalarse en Valverde del Camino una colonia inglesa, la cual tuvo una gran influencia local. A diferencia de lo que ocurrió en otros núcleos de la provincia, como Minas de Riotinto, en Valverde los británicos se integraron en la vida de la localidad y se relacionaban con los nativos. La llegada del ferrocarril supuso importantes cambios para el municipio, pues por un lado permitió la salida en gran número de productos locales y por otro lado facilitó la llegada tanto de maquinaria como de materias primas. Los talleres ferroviarios se convirtieron en un importante centro de trabajo local. Todos estos factores llevaron a un importante desarrollo de la economía del municipio.

## Administración y política
| Periodo   | Nombre                                                             | Partido |
| --------- | ------------------------------------------------------------------ | ------- |
| 1979-1983 | Américo Santos Montes                                              | PSOE    |
| 1983-1987 | Américo Santos Montes                                              | PSOE    |
| 1987-1991 | Américo Santos Montes                                              | PSOE    |
| 1991-1995 | Américo Santos Montes                                              | PSOE    |
| 1995-1999 | Américo Santos Montes (1991-1993) José Cejudo Sánchez (1993-1995)  | PSOE    |
| 1999-2003 | José Cejudo Sánchez                                                | PSOE    |
| 2003-2007 | José Cejudo Sánchez                                                | PSOE    |
| 2007-2011 | José Cejudo Sánchez (2007-2010) Miguel Ángel Domínguez (2010-2011) | PSOE    |
| 2011-2015 | Loles López Gabarro                                                | PP      |
| 2015-2019 | Manuel Cayuela Mora                                                | PP      |
| 2019-2023 | Syra Senra Zarza                                                   | PSOE    |
| 2023-act. | Syra Senra Zarza                                                   | PSOE    |

### Organización territorial
- Triana
- Bda. Sagrada Familia
- El Santo
- La Viña Fiscal
- Los Riscos del Tintor
- Bda. Villazgo (Cabecito Pelao)
- Bda. Andalucía
- Cruz de Calañas
- La Viña
- Bda. El Royo
- Bda. La Carrasca
- Bda. Cabezo Molino
- Bda. Méndez
- Bda. Las cumbres
- Los Riscos
- Inmaculada Concepción
- Pozillo de la Martina
- Las Peñas

## Demografía
Valverde del Camino cuenta con una población de 12 611 habitantes (INE 2024).
| Gráfica de evolución demográfica de Valverde del Camino entre 1842 y 2021                                           |
| |
| Población de derecho según los censos de población del INE Población de hecho según los censos de población del INE |

### Transporte
- Gasolinera en los pinos en la N-435.
- Gasolinera en la entrada al pueblo por la A-493.
- Gasolinera por la entrada desde carretera Calañas.
- Conexiones con N-435 3 puntos (polígono El Monete, tanatorio y casa dirección)
- Conexiones con A-493 2 puntos (piscina vieja y polígono nuevo)

## Economía
Sus principales recursos económicos son el calzado y la fabricación de muebles a medida. Posee además agricultura de secano, con cultivos de cereales, legumbres y olivos. Con la creación en 1990 de “El Monete” la industria valverdeña sufrió una importante transformación, implantándose en este hasta 100 empresas nuevas y viejas que se trasladan desde el interior del pueblo, esto hace posible la ampliación del tejido productivo así como la mejora de la comunicación y mejora de la accesibilidad a estas empresas. Tras esto y ya en el nuevo milenio se empezó a construir enfrente el nuevo polígono industrial, con más de una 20 de empresas de diferentes sectores. existe una tercera fase de ampliación paralizada por la crisis económica.
Sede de la compañía de prendas deportivas Cejudo, fundada y con fábrica en esta localidad. Cuenta con una afamada fábrica de aguardientes muy valorado en la ciudad, además de una cerveza artesanal propia, la "Cerveza Odiel". También destaca por su buena gastronomía, entre la cual se pueden destacar productos típicos de la zona geográfica del Andévalo como son los gurumelos (Amanita ponderosa).

### Evolución de la deuda viva municipal
El concepto de deuda viva contempla sólo las deudas con cajas y bancos relativas a créditos financieros, valores de renta fija y préstamos o créditos transferidos a terceros, excluyéndose, por tanto, la deuda comercial.
| Gráfica de evolución de la deuda viva del Ayuntamiento de Valverde del Camino entre 2008 y 2024                |
| |
| Deuda viva del Ayuntamiento de Valverde del Camino, en miles de euros, según datos del Ministerio de Hacienda. |

## Servicios

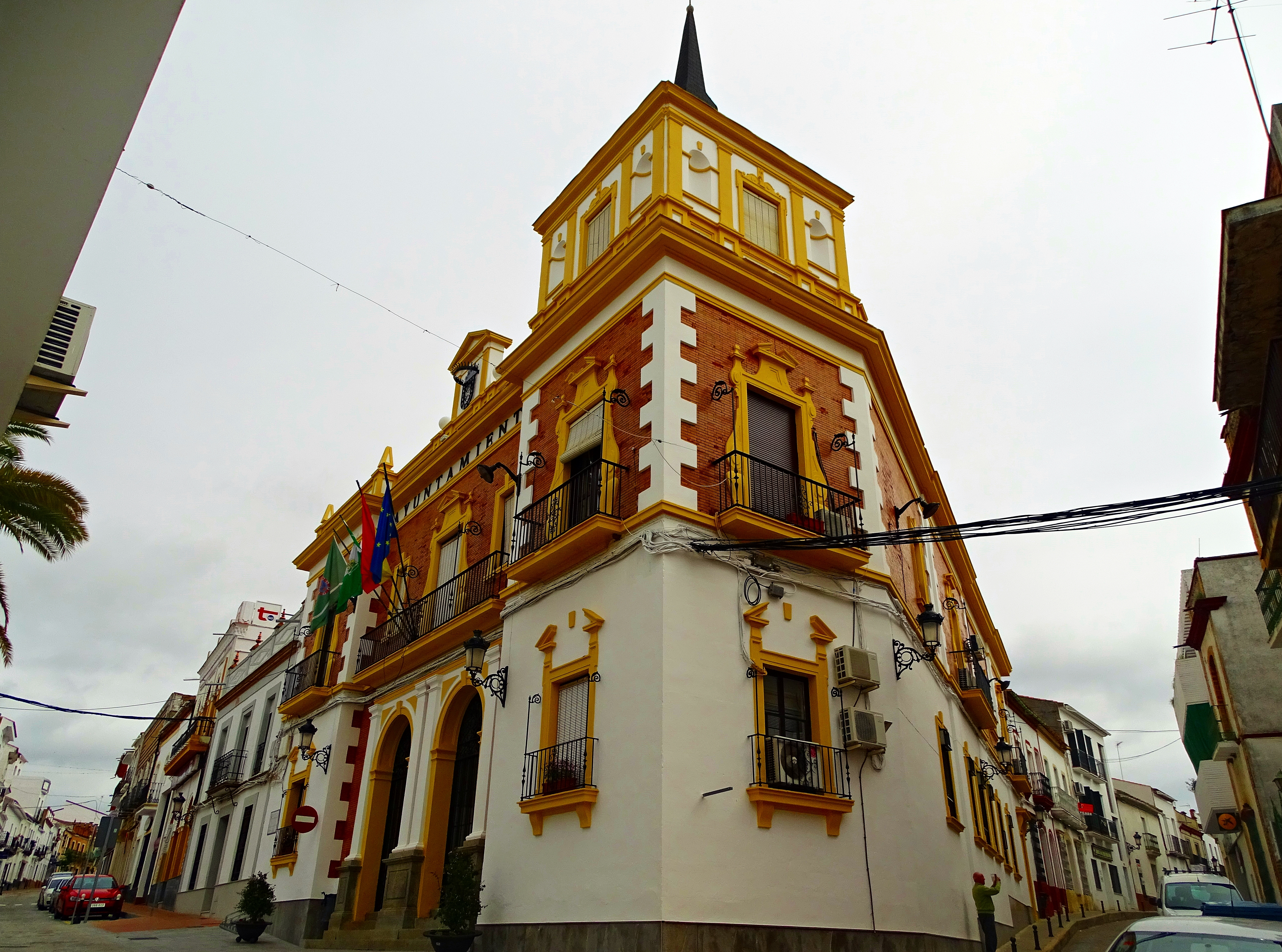
Casa consistorial

### Seguridad
- Jefatura local de policía: cuenta con calabozos
- Capitanía de la guardia civil

### Sanidad
- Centro de atención primaria: cuenta con servicio de urgencias 24 h
- Varias clínicas privadas

### Emergencias
- Jefatura de Protección civil y Emergencias
- Parque de bomberos 07 del Consorcio Provincial de Bomberos de Huelva (CPBH)
- Centro de defensa forestal(CEDEFO) del INFOCA

### Educación
- IES Don Bosco
- IES Diego Angulo
- CEIP José Nogales
- CEIP Los Molinos
- CEIP Menéndez y Pelayo
- CDP María Auxiliadora
- CDP Safa Hermanas de la Cruz
- Centro de Educación Permanente El Pilar

### Órganos judiciales
- Juzgados de 1.ª Instancia e Instrucción N.º 1 y 2, siendo Valverde cabeza de Partido Judicial.

## Patrimonio

### Patrimonio arqueológico
- Castillejo de Zau
- Castillejo de la Lapa
- Castillejo de Sandino
- Dólmenes de Los Gabrieles[7]

### Patrimonio civil
- Casa de Dirección The United Alcali (s. XX).
- Plaza de toros (s. XIX).

### Patrimonio industrial
- Antiguos talleres ferroviarios (s. XIX).
- Estación de ferrocarril (s. XIX).

### Patrimonio religioso
- Parroquia de Nuestra Señora del Reposo (s. XVII).
- Ermita Santísima Trinidad
- Ermita Cristo de las tres caídas (Santo)
- Ermita de la hermandad del Rocío
- Capilla de San Pancracio (Los pinos)
- Convento Hermanas de la Cruz
- Convento Salesiano María Auxiliadora
- Cementerio

## Cultura
- Teatro puerta del Andélvalo: cuenta con una sala principal para audiciones, además de ser sede del carnaval valverdeño y con otra pequeña sala para congresos. Además de ser sede de la concejalía de cultura.
- FEMU Valverde: feria de muestras, congresos y eventos.
- Conservatorio Elemental de Música "Antonio Garrido Gamonoso": grados elemental y medio.
- Anfiteatro viejo: en ruinas.
- Plaza de la música.
- Plaza de toros: lugar de las tradicionales corridas de feria y de diversos actos.
- Casa-museo y cine de verano: ubicada en la casa dirección, una casa de estilo inglés con un museo minero y de historia valverdeña, además de estar rodeado de unos jardines. En su interior se encuentra la biblioteca municipal.
- Biblioteca José Arrayás.
- Escuelas municipales de baile, pintura y música.

### Medios de comunicación
De los medios de información locales el que más relevancia tiene es la revista mensual Facanías, fundada por Manuel Marin Mittenhoff en mayo de 1973. Además el municipio cuenta con una radio local (Radio Valverde cadena ser) y diversos blogs digitales. La cobertura local de televisión es emitida por Condavisión.

## Localidades hermanadas
- Ochtrup (Alemania)
- Estaires (Francia)
- Wielun (Polonia)